# محمد فريح (لاعب كرة قدم كويتي)
محمد فريح (بالإنجليزية: Mohammad Frieh؛ ولد في 1 يناير 1988) هو لاعب كرة قدم كويتي يشغل مركز الظهير الأيمن في نادي نادي الكويت، كما مثّل منتخب الكويت لكرة القدم في عدة بطولات دولية.
بدأ فريح مسيرته الكروية في الفئات السنية لنادي نادي الساحل (الكويت) عام 2000، حيث تدرج في فرق الناشئين والشباب حتى انضم للفريق الأول سنة 2005. استمر مع الساحل حتى عام 2010، قبل أن يخوض تجربة احتراف قصيرة في سلطنة عمان مع نادي نادي مرباط.
في عام 2011 انتقل إلى صفوف النادي العربي (الكويت)، حيث قضى أكثر من عقد وشارك في تحقيق عدد من الألقاب المحلية، وكان من الركائز الأساسية للفريق في مركز الدفاع. في عام 2022، انضم إلى نادي الكويت، وهو ناديه الحالي.
على الصعيد الدولي، لعب فريح أول مباراة له مع المنتخب الكويتي عام 2012، وشارك في بطولات مثل دورة الألعاب الآسيوية 2010، إضافة إلى مباريات في التصفيات الآسيوية المؤهلة لكأس العالم وكأس آسيا.

## وصلات خارجية
- اللاعب محمد فريح على موقع كووورة.